# Generace knihovních katalogů
Generace knihovních katalogů podává přehled historie vývoje katalogů používaných v knihovnách a dalších institucích, které uchovávají dokumenty, mezi kterými je potřeba vyhledávat. Jsou rozděleny do několik generací: předelektronická se svými lístkovými kartotékami a elektronická, rozšiřující se v 60. letech, která prochází v posledních letech většími proměnami.

## Lístkové a podobné katalogy - 0. generace
Lístkové (také listové, svazkové) katalogy je generace neelektronického katalogizačního systému. Fungovala na principu prekoordinovaného abecedně řazeného rejstříku. V označených kartotékách se nacházely lístky s informacemi o dokumentech. Plnily zejména funkce lokační (kde se ten který dokument v knihovně nachází) a bibliografickou (podávající informaci o existenci dokumentu). Používal se od konce 18. století do konce 20. kdy tento způsob katalogizace vytlačily elektronické systémy a lístkové katalogy přetrvaly jen tam, kde neproběhla elektronizace například z důvodu velkého rozsahu fondu. Přistupuje se proto i k prozatímní digitalizaci lístků, jejich naskenováním a zpřístupněním.

## První elektronické katalogy - 1. generace
Vyhledávání probíhá v textovém uživatelském rozhraní, ke kterému se přistupovalo prostřednictvím terminálu. Rejstříky napodobovaly knihovní katalog.  K vyhledávání se využívaly boolovské operátory ale také vyhledávání podle více hledisek. To znamenalo, že se už nemuselo pro jeden fond budovat několik lístkových katalogů podle různých kritérií (jmenný, systematický, předmětový), ale nahradil je jeden systém.

## Nástup systémuOPAC - 2. generace
Koncem 80. let se elektronické katalogy významně proměnily. Začalo se objevovat grafické rozhraní, které zásadně změnilo práci s katalogem a vyhledávání v dokumentech, které umožnilo snadnější obsluhu katalogu i pro běžného čtenáře. S WWW se zlepšila obsluha i přístup k fondu. Vznikly OPAC - online public access catalog, což jsou katalogy určené zejména uživatelům knihovny.  Příkladem takového katalogu je Aleph či Clavius. Systém OPAC poskytuje například filtrování výsledků, poskytování informací o výpůjčkách, objednávání či rezervace. 

## Nová generace – 3. generace
Next-generation library catalogue nebo OPAC 2.0 – katalogy 3. generace jsou katalogy, které se snaží prezentovat informace v souladu s webem 2.0 (3.0). Idea katalogů této generace byla představena v roce 1993 Charlesem Hildrethem na konferenci Clinic on Library Applications of Data Processing – vznikl koncept – E3OPAC: 
- enhanced – vylepšená funkčnost a použitelnost
- expanded – rozšíření indexace, obsahu záznamů a druhů dokumentů
- extended – napojení na další služby, knihovny a informační databáze [5]

Vznik katalogů třetí generace souvisí se změnami ve vyhledávání uživatelů, zejména pod vlivem internetových vyhledávačů typu Googlu. Například dle výzkumu OCLC se požadavky uživatelů na vyhledávání katalogu neshodovaly s nabídkou knihoven. V poslední době se rozšiřuje tato generace katalogů typu discovery, který nabízí jednodušší uživatelské rozhraní.